# Atlético Clube Lagartense
El Atlético Clube Lagartense es un club de fútbol de la ciudad de Lagarto, en el estado de Sergipe, en Brasil. Actualmente juega en el Campeonato Sergipano Serie A2, la segunda división del estado de Sergipe.

## Historia
Fue fundado el 11 de agosto de 1992 en el municipio de Lagarto, Sergipe como el equipo sucesor del Lagarto Esporte Clube, equipo que llegó a ser sexto lugar en el Campeonato Brasileño de Serie C de 1988 y que jugó en el Campeonato Brasileño de Serie B en 1989. En 1997 debuta en la segunda división estatal, logrando inmediatamente el ascenso al Campeonato Sergipano. Un año después logra ganar el título estatal por primera vez venciendo en la final al Sport Club Gararu, consiguiendo la oportunidad de jugar en el Campeonato Brasileño de Serie C de 1999, pero desistieron de participar por no tener recursos suficientes para una competición a escala nacional, además de que sus mejores jugadores se habían ido del club.
En lo que sí jugó por primera vez a nivel nacional fue la Copa de Brasil y la Copa del Nordeste de 1999. En la copa nacional fue eliminado en la primera ronda por el Fluminense FC de Río de Janeiro por marcador global de 1-3, y en la copa regional fue eliminado en la primera ronda al terminar en último lugar y solo hacer un punto, finalizando en último lugar entre 16 equipos. En el Campeonato Sergipano de ese año no pudo retener el título y pierde la final ante la Associação Olímpica de Itabaiana.
En 2001 clasifica por segunda ocasión a la Copa de Brasil donde es eliminado 4-5 en la primera ronda por el Santa Cruz Futebol Clube del estado de Pernambuco. En 2003 juega por primera vez en el Campeonato Brasileño de Serie C donde es eliminado en la primera ronda al terminar en último lugar en su zona entre 4 equipos, finalizando en el lugar 77.
Luego de la creación del Lagarto Futebol Clube el club perdió fuerza y afición, cuando antes tenía la cuarta afición más grande del estado de Sergipe.

## Rivalidades
Su principal rival es la Associação Olímpica de Itabaiana, equipo con el que disputa el Clásico dos Matutos, aunque ésta rivalidad pasó de lado por la creación del Lagarto Futebol Clube.

## Palmarés
- Campeonato Sergipano: 1

1998

## Jugadores

### Jugadores destacados
- Leandro Souza[8]